# Sainsk
Sainsk (russisch Заинск; tatarisch Зәй Zəy) ist eine Stadt in der Republik Tatarstan (Russland) mit 41.803 Einwohnern (Stand 14. Oktober 2010).

## Geografie
Die Stadt liegt etwa 290 km östlich der Republikhauptstadt Kasan nahe der Vereinigung der Flüsse Stepnoi Sai (Steppen-Sai, hier zu einer kleinen Talsperre angestaut) und Lesnoi Sai (Wald-Sai) zum Sai, einem linken Nebenfluss der Kama.
Sainsk ist der Republik administrativ direkt unterstellt und zugleich Verwaltungszentrum des gleichnamigen Rajons.
Die Stadt liegt an der 1956 eröffneten Eisenbahnstrecke Akbasch (bei Bugulma)–Nabereschnyje Tschelny–Agrys.

## Geschichte
Sainsk entstand 1652–1656 als Grenzfestung des Zarentums Russland im Verlauf der sogenannten Kamalinie (Sakamskaja tscherta), welche zwischen der Wolga und Mündung des Ik in die Kama verlief. Der Name ist vom Fluss Sai abgeleitet, was alttatarisch einfach Fluss bedeutet.
Mit dem Bau des Sainsker Wärmekraftwerkes ab 1956 entstand die Arbeitersiedlung Nowy Sai (Neuer Sai, nach dem Fluss), welche 1962 den Status einer Siedlung städtischen Typs erhielt, am 5. April 1978 mit dem alten Ort Sainsk vereinigt wurde und unter diesem Namen das Stadtrecht verliehen bekam.

### Bevölkerungsentwicklung
| Jahr | Einwohner |
| ---- | --------- |
| 1912 | 3.209     |
| 1939 | 3.180     |
| 1959 | 8.816     |
| 1970 | 5.084     |
| 1979 | 30.251    |
| 1989 | 36.621    |
| 2002 | 41.088    |
| 2010 | 41.803    |

Anmerkung: ab 1939 Volkszählungsdaten

## Kultur und Sehenswürdigkeiten
Von der alten Holzfestung von 1652 sind als Überreste Erdwälle erhalten, ebenso einige Gebäude des alten Sainsk, wie die Kreuzerhöhungskirche (Крестовоздвиженская церковь Krestowosdwischenskaja zerkow) von 1826.
Seit 1985 besitzt die Stadt ein Heimatmuseum.

## Wirtschaft
Neben dem Wärmekraftwerk (2400 MW, Tatenergo) gibt es in Sainsk Betriebe des Fahrzeugbaus (Zulieferer für KAMAZ im 50 km nördlich gelegenen Nabereschnyje Tschelny), der Bauwirtschaft (Stahlbeton- und Metallkonstruktionen), der Lebensmittelindustrie (Zuckerfabrik) und der Holzwirtschaft.
In der Umgebung wird durch Tatneft (Bereich Sainskneft) Erdöl gefördert.

## Söhne und Töchter der Stadt
- Konstantin Popow (* 1972), Biathlet
- Rustem Dawletschin (* 1988), Crosslauf-Sommerbiathlet